# Ellipsoid Hill
Ellipsoid Hill är en kulle i Antarktis. Den ligger i Östantarktis. Nya Zeeland gör anspråk på området. Toppen på Ellipsoid Hill är 1 130 meter över havet.
Terrängen runt Ellipsoid Hill är kuperad åt sydväst, men åt nordost är den bergig. Trakten är obefolkad. Det finns inga samhällen i närheten. 